# (5805) Glasgow
(5805) Glasgow (1985 YH) – planetoida z pasa głównego asteroid okrążająca Słońce w ciągu 4,2 lat w średniej odległości 2,6 j.a. Odkryta 18 grudnia 1985 roku.